# گالاکتیتول
گالاکتیتول (به انگلیسی: Galactitol) یک ترکیب شیمیایی با شناسه پاب‌کم ۱۱۸۵۰ است. که جرم مولی آن ۱۸۲٫۱۷۲ g/mol می‌باشد. 